# Le fatiche di Ercole (film)
Le fatiche di Ercole è un film peplum del 1958 diretto da Pietro Francisci.
La pellicola è una delle prime e più famose a trattare del famoso eroe greco e delle sue imprese ed è tratta dall'opera Le Argonautiche di Apollonio Rodio.
Il film fu uno dei più grandi successi dell'anno, sia in Italia sia all'estero, tanto che l'anno successivo Francisci ne realizzò un seguito, altrettanto fortunato: Ercole e la regina di Lidia.
Il 19 novembre 1957 a Prato, prima dell'inizio delle riprese di una scena del film, il leone che nella finzione doveva essere ucciso dal protagonista scappò dalla gabbia del circo e arrivò fino a piazza dei Macelli.

## Trama
Ercole è chiamato alla corte di Pelia, re di Iolco, per fare da tutore a Ifito, inetto e borioso figlio del re. Lì ha modo di conoscere anche Iole, figlia del sovrano: tra i due nasce una forte attrazione. Pelia nasconde un terribile segreto:  assistito da Euristeo, un assassino che salvò dalla sua condanna, per conquistare il trono ha fatto uccidere il fratello, all'epoca re, e ha consentito che il vello d'oro, che era esposto nella reggia come segno di benedizione, venisse rubato. La colpa della morte del re cadde però su Chirone, che rapì il figlio del re, Giasone.
Ercole inizia l'addestramento del riottoso Ifito, affiancato dai Dioscuri e da un suo giovane ammiratore che si offre di fargli da assistente, Ulisse. Ma poco dopo, venuto a sapere che un feroce leone si aggira nei dintorni, uccidendo chiunque lo incontri, Ercole decide di entrare in azione per eliminarlo. L'orgoglioso Ifito lo segue, contro il parere dell'eroe, e viene ucciso dalla fiera, il famigerato leone Nemeo, che poi Ercole ucciderà a sua volta, strozzandolo. Sconvolto dal dolore per la morte del figlio e Istigato da Euristeo a vendicarsi, Pelia bandisce Ercole da Iolco e lo impegna, con la sua maledizione, a pagare il fio della sua colpa con l'ordine di uccidere un'altra belva sanguinaria: il Cretese.
Durante l'impresa, dalla quale esce vittorioso, Ercole ritrova Giasone e il morente Chirone. Questi gli rivela che Giasone è il legittimo erede al trono di Iolco e sostiene di sapere dove si trovi il vello. Tornati a corte assieme, Ercole e Giasone vanno da Pelia. Sulla via, aiutando una famigliola ad attraversare un fiume in piena, Giasone perde il suo calzare e, arrivati a corte, Pelia riconosce in Giasone l'uomo da cui era stato messo in guardia da una Sibilla. Per prendere tempo, Pelia stabilisce solennemente che se Giasone riuscirà davvero a riportare il vello d'oro allora questa sarà la prova che lui dice il vero e che sue pretese sono legittime. Così, il giovane erede ed Ercole partono per la Colchide, assieme ad altri eroi, tra cui Argo, Castore e Polluce, Tifi, Orfeo, Laerte con il figlio Ulisse, ed Esculapio. Al gruppo però si aggiunge anche l'infido Euristeo, con il compito di sabotare la spedizione. Nel frattempo, la bella Iole attende con preoccupazione il ritorno del cugino e del suo amato.
Nella prima tappa del viaggio, gli Argonauti incontrano la bellissima Antea, regina delle temibili e affascinanti Amazzoni. È soprattutto Giasone a familiarizzare con lei, mentre tra gli uomini e le donne si accende una forte carica di attrazione reciproca. Ma l'idillio finisce presto: le Amazzoni non possono permettere agli uomini di andarsene e si preparano a bruciare la loro nave all'alba del giorno dopo. Ulisse, che ha origliato per puro caso la conversazione, avverte i compagni e così gli Argonauti scappano di soppiatto e riprendono il viaggio.
Dopo Lemno, gli Argonauti arrivano in Colchide: sconfiggono i rozzi abitanti e Giasone recupera il vello dopo aver abbattuto il mostro che lo sorvegliava. Giasone trova scritta sul vello la prova della colpevolezza di Pelia, scritta col sangue dal padre. Subito, gli eroi riprendono il mare. Alla fine del viaggio di ritorno, però, Euristeo sottrae il vello e lo porta alla reggia. Ercole va da solo dal re, temendo imboscate ai compagni, e sorprende Pelia con Euristeo. Ma poco dopo cade in un trabocchetto. Per fortuna Iole ha capito cosa sta succedendo e aiuta Ercole a liberarsi, e l'eroe raggiunge i compagni per l'ultimo combattimento, dove Euristeo muore.
Alla fine, mentre Ercole fa crollare la facciata del palazzo sui cavalieri di Iolco, Pelia è costretto ad arrendersi. Preso dai sensi di colpa, beve una pozione letale, confessa le sue colpe a Iole e Giasone e muore benedicendo l'unione tra la figlia ed Ercole e invocando il perdono degli dei. Ercole e Iole, finalmente riuniti, partono insieme per nuove avventure.

## Distribuzione
Il film venne distribuito nelle sale cinematografiche italiane il 20 febbraio 1958.
In Francia esordì sugli schermi il 22 aprile 1959.
Negli Stati Uniti arrivò nelle sale il 22 luglio 1959.

## Incassi
Il film incassò in totale 887 384 717 lire dell'epoca, classificandosi al 7º posto della classifica dei film di maggiore incasso della stagione cinematografica italiana 1957-1958.
Fu un grande successo anche negli Stati Uniti (dove venne distribuito dalla Warner Bros.), dove incassò 5 milioni di dollari del tempo.